# Biblioteca comunale centrale di Firenze
La Biblioteca comunale centrale di Firenze si trovava in via Sant'Egidio, all'interno dell'ex-convento delle Oblate. Dal 2007 è stata assorbita dalla nuova Biblioteca delle Oblate, costituendone la sezione di conservazione e storia locale.
Le sue origini sono strettamente legate a quelle dell'Archivio Storico. Nel 1913, infatti, con l'approvazione del Regolamento per il servizio della Biblioteca e dell'Archivio Storico del Comune di Firenze confluirono nella biblioteca libri vecchi e nuovi raccolti negli uffici comunali o provenienti da lasciti e donazioni.
Questa raccolta di documenti e volumi si è col tempo specializzata ed oggi la biblioteca conserva opere di interesse storico culturale con l'obiettivo di documentare nel modo più completo ed esaustivo possibile la storia culturale, politica e amministrativa di Firenze e della Toscana. 

## Fondi moderni
- Fondo Franca Pieroni Bortolotti: comprende le opere che partecipano al premio annuale intitolato alla storica del femminismo; sono per la maggior parte tesi di laurea o di dottorato, o comunque ricerche inedite, che contribuiscono alla diffusione della storia delle donne in Italia[2].
- Fondo Istria, Fiume e Dalmazia: di recente costituzione e in continua espansione, costituito dalle donazioni di enti e privati che vogliono mantenere vivo il ricordo dell'esodo della popolazione di lingua italiana dalle zone passate alla Jugoslavia al termine della seconda guerra mondiale;[1]
- Fondo di miscellanee moderne: raccoglie le pubblicazioni prodotte dall'Amministrazione Comunale, costituendone di fatto il centro di documentazione editoriale.
- Fondo Conoscenze e soggettività femminili: testimonia i saperi delle donne in politica, filosofia, storia e problematiche contemporanee.
- Fondo Orazio Barbieri, libri e carte del politico italiano.[3]

## Fondi antichi
- Fondo Davidsohn: è costituito dalla biblioteca e dall'archivio di Robert Davidsohn, lo storico tedesco autore della Storia di Firenze, donati al Comune dopo la sua morte (1937)[4];
- Lascito Fondo Tordi: è costituito da circa 1.000 opere tra libri, miscellanee, stampe antiche, piante topografiche di Firenze donate da Domenico Tordi nel 1930[5];
- Lascito Boncinelli: composto da volumi e opuscoli, molti dei quali di carattere medico, (essendo stato Boncinelli per molti anni direttore del locale Ufficio d'igiene), ma anche di filosofia, storia, letteratura italiana e francese;
- Fondo Miscellanee antiche: più di 9.000 "pubblicazioni minori" datate dal XVI secolo al 1960;

Di rilievo è la raccolta di almanacchi e lunari (tra cui l'Almanacco Italiano, l'Almanacco Toscano e l'Almanacco di Gotha) e la sezione dei periodici storici (tra cui La Rassegna storica del Risorgimento e l'Antologia fondata da Giovan Pietro Vieusseux).
La Biblioteca possiede inoltre numerose testate satirico-politiche dell'800 e le riviste fiorentine che hanno fatto la storia della cultura e delle avanguardie italiane del '900 (come Hermes, Leonardo, La voce, Lacerba, Frontespizio ed altre).
Tra i giornali spiccano le raccolte di quelli fiorentini dell'800 come la Gazzetta di Firenze, il Monitore Toscano e tutta la raccolta de La Nazione.